# Laurent Sergeant
Laurent Sergeant (7 maart 1999) is een Belgisch basketballer.

## Carrière
Sergeant speelde in de jeugd van Jets Basket Zaventem en Leuven Bears. Bij Leuven speelde hij voornamelijk in de tweede ploeg maar maakte in 2022 ook zijn debuut op het hoogste niveau. Sindsdien speelde hij opnieuw voornamelijk voor de tweede ploeg. In de zomer van 2024 maakte hij de overstap naar BC Asse-Ternat. Voor het seizoen 2025/26 ging hij spelen voor Tienen Basket.